# Municipio de Morgan (Misuri)
El municipio de Morgan (en inglés: Morgan Township) es un municipio ubicado en el condado de Mercer en el estado estadounidense de Misuri. En el año 2010 tenía una población de 1497 habitantes y una densidad poblacional de 11,22 personas por km².

## Geografía
El municipio de Morgan se encuentra ubicado en las coordenadas 40°26′10″N 93°34′50″O / 40.43611, -93.58056. Según la Oficina del Censo de los Estados Unidos, el municipio tiene una superficie total de 133.45 km², de la cual 133,12 km² corresponden a tierra firme y (0,25 %) 0,33 km² es agua.

## Demografía
Según el censo de 2010, había 1497 personas residiendo en el municipio de Morgan. La densidad de población era de 11,22 hab./km². De los 1497 habitantes, el municipio de Morgan estaba compuesto por el 98,73 % blancos, el 0,27 % eran afroamericanos, el 0,13 % eran amerindios, el 0,13 % eran asiáticos, el 0,2 % eran de otras razas y el 0,53 % eran de una mezcla de razas. Del total de la población el 0,94 % eran hispanos o latinos de cualquier raza.